# Dornava
Dornava là một khu tự quản (tiếng Slovenia: občine, số ít – občina) trong vùng Podravska của Slovenia. Dornava có diện tích 28.4 km2, dân số là theo điều tra ngày 31 tháng 3 năm 2002 là 2459 người. Thủ phủ khu tự quản Dornava đóng tại Dornava.